# Nationaal park Franklin-Gordon Wild Rivers
Het Nationaal park Franklin-Gordon Wild Rivers is een nationaal park in Australië. Het ligt in zuidwestelijk Tasmanië en heeft een oppervlakte van 446.342 hectare.
Het is op 3 mei 1939 tot een nationaal park verklaard.
Ben Lomond · 
Cradle Mountain-Lake St Clair · 
Douglas-Apsley · 
Franklin-Gordon Wild Rivers · 
Freycinet · 
Hartz Mountains · 
Kent Group · 
Maria Island · 
Mole Creek Karst · 
Mount Field · 
Mount William · 
Narawntapu · 
Rocky Cape · 
Savage River · 
South Bruny · 
Southwest · 
Strzelecki · 
Tasman · 
Walls of Jerusalem
Nationale parken in: AUS · NSW · NT · QLD · SA · TAS · VIC · WA